# Шейнфельд (Новосибірська область)
Шейнфельд (рос. Шейнфельд) — село у Карасуцькому районі Новосибірської області Російської Федерації.
Входить до складу муніципального утворення Студеновська сільрада. Населення становить 61 особа (2010).

## Історія
Згідно із законом від 2 червня 2004 року органом місцевого самоврядування є Студеновська сільрада.

## Населення
| 2002 | 2007 | 2010 |
| ---- | ---- | ---- |
| 110  | ↘68  | ↘61  |